# Alessandro Cocco
Alessandro Cocco (Valdagno, 3 gennaio 1942 – Legnano, 4 gennaio 2020) è stato un personaggio televisivo italiano.

## Biografia
Si trasferisce giovanissimo a Gornate Olona, nel Varesotto, dove pratica la professione prima di calzolaio e poi di fabbro.
Proprio per un piccolo lavoro di fabbro ottiene un invito a partecipare alla trasmissione Schiaffo e bacio di Telealtomilanese condotta da Raffaele Pisu: da allora partecipa spesso come pubblico e interpreta alcuni spot pubblicitari per la stessa emittente e per la neonata Antennatre, e successivamente viene invitato anche in alcuni programmi Rai e soprattutto Mediaset.
Antesignano dei presenzialisti televisivi e fotografici, è stato il primatista di apparizioni televisive: nel 2016 è entrato a fare parte del Guinness dei primati.
Per qualche tempo è stato anche presidente di alcune società sportive locali.
È morto il 4 gennaio 2020, il giorno dopo aver compiuto 78 anni, mentre era ricoverato all'ospedale di Legnano per una broncopolmonite.